# Santogold (Album)
Santogold ist das im Jahr 2008 erschienene Debütalbum von Santigold (eigentlich Santi White, damals noch unter dem Künstlernamen Santogold aktiv). Die musikalische Bandbreite des Albums ist sehr weit – sie reicht von Hip-Hop über Electronic bis hin zu Rock. Darüber hinaus enthält das Album Elemente des Pop und des Dub.

## Aufnahme und Produktion
Santogold wurde in drei verschiedenen Studios in New York City aufgenommen; den Schoolhouse-, den Pitch-Black- und den Downtown-Studios. Das Album wurde von folgenden Musikern eingespielt: 
- Santogold (Gesang, Gitarre, Keyboard)
- John Hill (Gitarre, Keyboard, Bass)
- Chris Feinstein (Gitarre)
- Joao Salomao (Gitarre)
- John Morrical (Keyboard, Orgel)
- Alex Lipsen (Keyboard)
- Chuck Treece (Schlagzeug)
- M. Dilan (Percussion)
- K. Louis, A. Hunter, L. Benjamin (Blasinstrumente)
- Spank Rock (Gesang)
- Trouble Andrew (Gesang)

Produziert wurden die einzelnen Songs von: 
- Santogold
- John Hill
- Jonnie “Most” Davis
- Diplo
- Switch
- Disco D
- Freq Nasty

## Titel, Urheberschaft und Sampling
An den zwölf Songs auf Santogold waren neben Santi White zahlreiche weitere Autoren beteiligt: 
1. L.E.S. Artistes (White/Hill)
2. You'll Find a Way (White/Hill/Feinstein)
3. Shove it (White/Hill/Juwan/Shayman)
4. Say Aha (White/Hill)
5. Creator (White/Taylor/McFadyen)
6. My Superman (White/Hill/Pentz/Ballion/Clark/Severin)
7. Lights Out (White/Hill/Feinstein)
8. Starstruck (White/Hill)
9. Unstoppable (White/Pentz)
10. I'm a Lady (White/Hill/Feinstein/Andrew)
11. Anne (White/Hill/Taylor)
12. You'll Find a Way – Switch & Sinden Remix (White/Hill/Feinstein)

Auf dem Album ist ein Sample von Siouxsie and the Banshees zu hören.

## Veröffentlichungen und Auskoppelungen
Santogold wurde im Jahr 2008 unter anderem von den Labels Lizard King Records und Downtown Music veröffentlicht – es erschien als CD und als LP.
Vier Songs des Albums wurden von verschiedenen Labels als Singles ausgekoppelt:
- L.E.S. Artistes
- Say Aha
- Creator
- Lights Out

## Cover und Artwork
Auf dem Cover von Santogold ist die unscharfe und unterbelichtete Fotografie einer Frau – vermutlich Santi White – zu sehen, aus deren Mund eine goldglitzernde Wolke strömt. Dieses Artwork wurde bei einer frühen Pressung der LP (LIZARD111V)  aufgegriffen; sie erschien als transparentes Vinyl mit Glimmer-Einschlüssen.

## Charts und Rezeption
Santogold erreichte in den Album-Charts von Billboard als höchste Position Platz 74.
Die Rezensionen zu Santogold waren überwiegend positiv. Die Musikdatenbank Allmusic führt das Album mit vier von fünf möglichen Sternen. Der Musikkritiker Robert Christgau vergab seine drittbeste Wertung; A -. In der Zeitschrift Entertainment Weekly war zu lesen: „Das Album ist nicht makellos, aber in einer Zeit des Retro-Rock und des weichgespülten Pop fühlt sich Santogold rau und wahr an.“ Und das Musikmagazin New Musical Express befand, dass das Album einen „seltsam gepflasterten Weg in die musikalische Zukunft“ aufzeige.

## Trivia
Santi White schrieb in die Liner Notes von Santogold folgende Widmung: „Diese Platte ist für meinem Dad, der mir einmal sagte, dass die Welt noch nicht bereit sei für die Sounds in meinem Kopf. Ist nun genug Zeit vergangen?“